# Соль (район Вранов-над-Топлёу)
Соль (словац. Soľ) — село и одноимённая община в округе Вранов-над-Топлёу Прешовского края Словакии.

## История
| Год:                | 1994 | 2004     | 2014    | 2024    |
| ------------------- | ---- | -------- | ------- | ------- |
| Количество человек: | 2001 | 2290     | 2505    | 2664    |
| Разница:            |      | +14,44 % | +9,38 % | +6,34 % |

В селе есть римо-католический костел с конца 15 века в стиле готики, перестроенный в 17 веке в стиле барокко, в 1884 году в стиле неоготики, протестантский костел с 1793 года с башней с 1864 года и греко-католическая церковь святых Кирилла и Мефодия из 21 века.

## Население
В селе проживает 2449 человек.
Национальный состав населения (по данным последней переписи населения 2001 года):
- словаки — 74,52 %,
- цыгане — 22,71 %,
- чехи — 0,27 %,
- украинцы — 0,05 %,
- венгры — 0,05 %.

Состав населения по принадлежности к религии состоянию на 2001 год:
- римо-католики — 63,22 %,
- протестанты — 19,71 %,
- греко-католики — 7,77 %,
- православные — 0,23 %,
- не считают себя верующими или не принадлежат к одной вышеупомянутой конфессии — 4,31 %.